# Gevlekte beekroofkever
De gevlekte beekroofkever (Platambus maculatus) is een keversoort uit de familie van de waterroofkevers (Dytiscidae). De wetenschappelijke naam van de soort is gepubliceerd in 1758 door Linnaeus in de tiende editie van Systema naturae.